# Пашкевич, Игорь Александрович
Игорь Александрович Пашкевич — советский хозяйственный и политический деятель.

## Биография
Родился в 1932 году в Пскове. Член КПСС.
Окончил Ленинградский институт инженеров железнодорожного транспорта.
В 1957—1963 гг. — наладчик станков, мастер Пролетарского тепловозостроительного завода, в 1963—1974 гг. — мастер, начальник участка, начальник цеха, в 1974—1977 гг. — директор Пролетарского судостроительного завода — первый заместитель генерального директора, в 1977—2003 гг. — генеральный директор Ленинградского НПО/ЗАО «Пролетарский завод», одновременно директор ЦНИИ судового машиностроения/закрытого акционерного общества «Центральный научно-исследовательский институт судового машиностроения».
Указом Президента России № 1466 от 19 октября 1996 года был награждён орденом «За заслуги перед Отечеством» IV степени.
Указом Президента России № 643 от 21 июня 2002 года был награждён орденом «За заслуги перед Отечеством» III степени.
Умер после 2009 года в Санкт-Петербурге.

## Награды
- Орден «За заслуги перед Отечеством» III степени (2002)
- Орден «За заслуги перед Отечеством» IV степени (1996)
- Орден Ленина
- Орден Октябрьской Революции
- Орден Трудового Красного Знамени
- Орден Знак Почёта